# Saison 1977 de la WTA
Vainqueurs des tournois majeurs

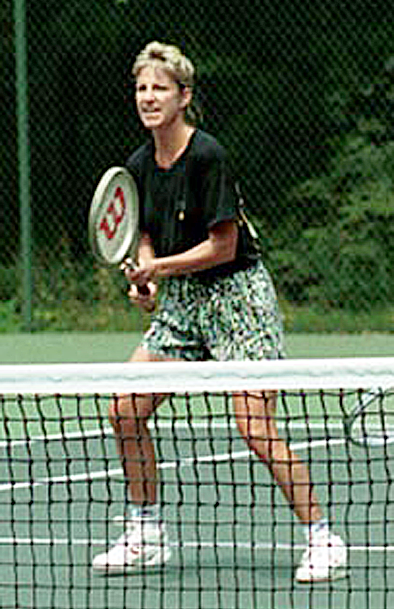
Chris Evert en 1990

Résultats des tournois de tennis organisés par la Women's Tennis Association (WTA) en 1977 :

## Organisation de la saison
Indépendamment des quatre tournois du Grand Chelem (organisés par la Fédération internationale de tennis), la saison 1977 de tennis féminin  de la WTA est, pour l'essentiel, scindée en deux circuits professionnels majeurs : 
- de janvier à mars : les Virginia Slims Series,
- toute l'année : les Colgate Series.

Un certain nombre de tournois n'appartiennent à aucun de ces deux circuits (« non-Tour events »).
À ce calendrier s'ajoutent aussi deux épreuves par équipes nationales : la Coupe de la Fédération et la Wightman Cup.

### Virginia Slim Series
Les tournois Virginia Slim Series se déroulent exclusivement aux États-Unis, à l'exception du Futures of Canada.
Fin mars, le Masters voit s'affronter les joueuses ayant réalisé les meilleurs résultats de ces Avon Series.

### Colgate Series
Les tournois Colgate Series se déroulent quant à eux dans le monde entier.
En novembre,  le Colgate Series Champ’s confronte les joueuses ayant réalisé les meilleurs résultats de ces Colgate Series.

## Palmarès

### Simple
| No | Date       | Nom et lieu du tournoi                             | Catégorie      | Dotation  | Surface         | Vainqueure          | Finaliste            | Score              |         |
| -- | ---------- | -------------------------------------------------- | -------------- | --------- | --------------- | ------------------- | -------------------- | ------------------ | ------- |
| 1  | 03/01/1977 | Marlboro Australian Open, Melbourne                | G. Chelem      | NC        | Gazon (ext.)    | Kerry Reid          | Dianne Fromholtz     | 7-5, 6-2           | Tableau |
| 2  | 03/01/1977 | Virginia Slims of Washington, Washington           |                | 100 000 $ | Moquette (int.) | Martina Navrátilová | Chris Evert          | 6-2, 6-3           | Tableau |
| 3  | 10/01/1977 | New Zealand Open, Auckland                         |                | NC        | Gazon (ext.)    | Heidi Eisterlehner  | Karen Krantzcke      | 6-4, 6-4           |         |
| 4  | 10/01/1977 | Portland Open, Portland                            |                | NC        | Dur (int.)      | Tracy Austin        | Stacy Margolin       | 6-7, 6-3, 4-1, ab. |         |
| 5  | 10/01/1977 | Virginia Slims of Florida, Hollywood               |                | 100 000 $ | Moquette (int.) | Chris Evert         | Margaret Smith Court | 6-3, 6-4           | Tableau |
| 6  | 17/01/1977 | Virginia Slims of Houston, Houston                 |                | 100 000 $ | Moquette (int.) | Martina Navrátilová | Sue Barker           | 7-6, 7-5           | Tableau |
| 7  | 24/01/1977 | US Indoors, Minneapolis                            |                | 100 000 $ | Moquette (int.) | Martina Navrátilová | Sue Barker           | 6-0, 6-1           | Tableau |
| 8  | 31/01/1977 | Virginia Slims of Seattle, Seattle                 |                | 100 000 $ | Moquette (int.) | Chris Evert         | Martina Navrátilová  | 6-2, 6-4           | Tableau |
| 9  | 07/02/1977 | Virginia Slims of Chicago, Chicago                 |                | 100 000 $ | Moquette (int.) | Chris Evert         | Margaret Smith Court | 6-1, 6-3           | Tableau |
| 10 | 14/02/1977 | Virginia Slims of Los Angeles, Los Angeles         |                | 100 000 $ | Dur (int.)      | Chris Evert         | Martina Navrátilová  | 6-2, 2-6, 6-1      | Tableau |
| 11 | 21/02/1977 | Virginia Slims of Detroit, Détroit                 |                | 100 000 $ | Moquette (int.) | Martina Navrátilová | Sue Barker           | 6-4, 6-4           | Tableau |
| 12 | 28/02/1977 | Virginia Slims of San Francisco, San Francisco     |                | 100 000 $ | Moquette (int.) | Sue Barker          | Virginia Wade        | 6-3, 6-4           | Tableau |
| 13 | 07/03/1977 | Virginia Slims of Dallas, Dallas                   |                | 100 000 $ | Moquette (int.) | Sue Barker          | Terry Holladay       | 6-1, 7-6           | Tableau |
| 14 | 14/03/1977 | Virginia Slims of Philadelphia, Philadelphie       |                | 100 000 $ | Dur (int.)      | Chris Evert         | Martina Navrátilová  | 6-4, 4-6, 6-3      | Tableau |
| 15 | 20/03/1977 | McFarlin Cup, San Antonio                          |                | 20 000 $  | Moquette (int.) | Billie Jean King    | Mary Hamm            | 6-3, 3-6, 6-3      | Tableau |
| 16 | 24/03/1977 | Virginia Slims Championships, New York             | Masters        | 150 000 $ | Moquette (int.) | Chris Evert         | Sue Barker           | 2-6, 6-1, 6-1      | Tableau |
| 17 | 28/03/1977 | Family Circle Cup, Hilton Head                     |                | 110 000 $ | Terre (ext.)    | Chris Evert         | Billie Jean King     | 6-0, 6-1           | Tableau |
| 18 | 11/04/1977 | Lionel Cup of Port Washington, Port Washington     |                | 20 000 $  | Moquette (int.) | Billie Jean King    | Caroline Stoll       | 6-1, 6-1           | Tableau |
| 19 | 15/04/1977 | L'EGGS Series, Tucson                              |                | 100 000 $ | Dur (ext.)      | Chris Evert         | Martina Navrátilová  | 6-3, 7-63          | Tableau |
| 20 | 09/05/1977 | German Open Championships, Hambourg                | Colgate Series | 35 000 $  | Terre (ext.)    | Laura duPont        | Heidi Eisterlehner   | 6-1, 6-4           | Tableau |
| 21 | 16/05/1977 | Italian Open, Rome                                 |                | 35 000 $  | Terre (ext.)    | Janet Newberry      | Renáta Tomanová      | 6-3, 7-6           |         |
| 22 | 23/05/1977 | Roland-Garros, Paris                               | G. Chelem      | 35 000 $  | Terre (ext.)    | Mima Jaušovec       | Florenta Mihai       | 6-2, 6-7, 6-1      | Tableau |
| 23 | 29/05/1977 | Kentish Times Championships, Beckenham             |                | NC        | Gazon (ext.)    | Yvonne Vermaak      | Michelle Tyler       | 6-4, 5-7, 6-1      | Tableau |
| 24 | 06/06/1977 | Chichester International, Chichester               |                | NC        | Gazon (ext.)    | NC                  | NC                   | Annulé             |         |
| 25 | 12/06/1977 | Scottish Championships, Édimbourg                  |                | NC        | Gazon (ext.)    | Martina Navrátilová | Kristien Shaw        | 2-6, 9-8, 7-5      | Tableau |
| 26 | 20/06/1977 | The Championships, Wimbledon                       | G. Chelem      | 200 000 $ | Gazon (ext.)    | Virginia Wade       | Betty Stöve          | 4-6, 6-3, 6-1      | Tableau |
| 27 | 04/07/1977 | Swiss Open Championships, Gstaad                   |                | NC        | Terre (ext.)    | Lesley Hunt         | Helen Cawley         | 4-6, 7-5, 6-1      | Tableau |
| 28 | 04/07/1977 | Swedish Open, Båstad                               |                | NC        | Terre (ext.)    | Florenta Mihai      | Mary Struthers       | 6-4, 6-4           |         |
| 29 | 11/07/1977 | Colgate Trophy, Kitzbühel                          |                | NC        | Terre (ext.)    | Renáta Tomanová     | Katja Ebbinghaus     | 6-3, 7-5           |         |
| 30 | 01/08/1977 | Tennis Week Open, Orange                           |                | NC        | Terre (ext.)    | Lindsey Beaven      | Renée Richards       | 1-6, 7-6, 6-1      | Tableau |
| 31 | 08/08/1977 | US Clay Courts, Indianapolis                       | Colgate Series | 35 000 $  | Terre (ext.)    | Laura duPont        | Nancy Richey         | 6-4, 6-3           | Tableau |
| 32 | 15/08/1977 | Rothmans Canadian Open, Toronto                    | Colgate Series | 35 000 $  | Terre (ext.)    | Regina Maršíková    | Marise Kruger        | 6-4, 4-6, 6-2      | Tableau |
| 33 | 22/08/1977 | Ivey-Pepsi Tennis Classic, Charlotte (NC)          | Colgate Series | 35 000 $  | Terre (ext.)    | Martina Navrátilová | Mima Jaušovec        | 3-6, 6-2, 6-1      | Tableau |
| 34 | 29/08/1977 | US Open, Forest Hills                              | G. Chelem      | 250 000 $ | Terre (ext.)    | Chris Evert         | Wendy Turnbull       | 7-6, 6-2           | Tableau |
| 35 | 12/09/1977 | Toray Sillook Open, Tokyo                          |                | 100 000 $ | Moquette (int.) | Virginia Wade       | Martina Navrátilová  | 7-5, 5-7, 6-4      | Tableau |
| 36 | 26/09/1977 | Florida Federal Open, Palm Harbor                  |                | 35 000 $  | Terre (ext.)    | Virginia Ruzici     | Laura duPont         | 6-4, 4-6, 6-2      | Tableau |
| 37 | 29/09/1977 | World Invitational Tennis Classic, Hilton Head     |                | NC        | Terre (ext.)    | Virginia Wade       | Evonne Goolagong     | 6-4, 6-7, 6-3      | Tableau |
| 38 | 03/10/1977 | Wyler’s Women’s Classic, Atlanta                   |                | 75 000 $  | Moquette (int.) | Chris Evert         | Dianne Fromholtz     | 6-3, 6-2           | Tableau |
| 39 | 10/10/1977 | Thunderbird Classic, Phoenix                       |                | 75 000 $  | Dur (ext.)      | Billie Jean King    | Wendy Turnbull       | 1-6, 6-1, 6-0      | Tableau |
| 40 | 17/10/1977 | Colgate BraZil Open, São Paulo                     |                | 75 000 $  | Terre (ext.)    | Billie Jean King    | Betty Stöve          | 6-1, 6-4           | Tableau |
| 41 | 24/10/1977 | Borniquen Classic, San Juan                        |                | 35 000 $  | Dur (ext.)      | Billie Jean King    | Janet Newberry       | 6-1, 6-3           | Tableau |
| 42 | 01/11/1977 | Colgate Series Championships, Palm Springs         | Colgate Series | 250 000 $ | Dur (ext.)      | Chris Evert         | Billie Jean King     | 6-2, 6-2           | Tableau |
| 43 | 06/11/1977 | Australian Hard Court Championships, Brighton East |                | NC        | Terre (ext.)    | Sue Saliba          | Pam Whytcross        | 2-6, 7-6, 6-2      | Tableau |
| 44 | 14/11/1977 | Colgate Sydney Open, Sydney                        | Colgate Series | 100 000 $ | Gazon (ext.)    | Evonne Goolagong    | Kerry Reid           | 6-1, 6-3           | Tableau |
| 45 | 22/11/1977 | Gunze Classic Invitational, Tokyo & Kobe           |                | 125 000 $ | Moquette (int.) | Billie Jean King    | Martina Navrátilová  | 7-5, 5-7, 6-1      | Tableau |
| 46 | 28/11/1977 | South African Open, Johannesburg                   |                | 35 000 $  | Dur (ext.)      | Linky Boshoff       | Brigitte Cuypers     | 6-4, 6-1           | Tableau |
| 47 | 05/12/1977 | Bremar Cup, Londres                                | Colgate Series | 35 000 $  | Moquette (int.) | Billie Jean King    | Virginia Wade        | 6-3, 6-1           | Tableau |
| 48 | 05/12/1977 | Queensland State Open, Brisbane                    |                | NC        | Gazon (ext.)    | Regina Maršíková    | Helen Anliot         | 6-1, 3-6, 6-4      | Tableau |
| 49 | 06/12/1977 | Toyota Classic, Melbourne                          |                | 75 000 $  | Gazon (ext.)    | Evonne Goolagong    | Wendy Turnbull       | 6-4, 6-1           | Tableau |
| 50 | 12/12/1977 | Marlboro New South Wales Open, Sydney              | Colgate Series | 35 000 $  | Gazon (ext.)    | Evonne Goolagong    | Sue Barker           | 6-2, 6-3           | Tableau |
| 51 | 19/12/1977 | Australian Open, Melbourne                         | G. Chelem      | 50 000 $  | Gazon (ext.)    | Evonne Goolagong    | Helen Cawley         | 6-3, 6-0           | Tableau |

### Double
| No | Date       | Nom et lieu du tournoi                            | Catégorie      | Dotation  | Surface         | Vainqueures                          | Finalistes                         | Score         |         |
| -- | ---------- | ------------------------------------------------- | -------------- | --------- | --------------- | ------------------------------------ | ---------------------------------- | ------------- | ------- |
| 1  | 03/01/1977 | Marlboro Australian Open Melbourne                | G. Chelem      | NC        | Gazon (ext.)    | Dianne Fromholtz Helen Gourlay       | Betsy Nagelsen Kerry Reid          | 5-7, 6-1, 7-5 | Tableau |
| 2  | 03/01/1977 | Virginia Slims of Washington Washington           |                | 100 000 $ | Moquette (int.) | Martina Navrátilová Betty Stöve      | Kristien Shaw Valerie Ziegenfuss   | 7-5, 6-2      | Tableau |
| 3  | 10/01/1977 | New Zealand Open Auckland                         |                | NC        | Gazon (ext.)    | NC                                   | NC                                 | NC            |         |
| 4  | 10/01/1977 | Virginia Slims of Florida Hollywood               |                | 100 000 $ | Moquette (int.) | Martina Navrátilová Betty Stöve      | Rosie Casals Chris Evert           | 6-4, 3-6, 6-4 | Tableau |
| 5  | 17/01/1977 | Virginia Slims of Houston Houston                 |                | 100 000 $ | Moquette (int.) | Martina Navrátilová Betty Stöve      | Sue Barker Ann Kiyomura            | 4-6, 6-2, 6-1 | Tableau |
| 6  | 24/01/1977 | US Indoors Minneapolis                            |                | 100 000 $ | Moquette (int.) | Rosie Casals Martina Navrátilová     | Mima Jaušovec Virginia Ruzici      | 6-2, 6-1      | Tableau |
| 7  | 31/01/1977 | Virginia Slims of Seattle Seattle                 |                | 100 000 $ | Moquette (int.) | Rosie Casals Chris Evert             | Françoise Dürr Martina Navrátilová | 6-4, 3-6, 6-3 | Tableau |
| 8  | 07/02/1977 | Virginia Slims of Chicago Chicago                 |                | 100 000 $ | Moquette (int.) | Rosie Casals Chris Evert             | Margaret Smith Court Betty Stöve   | 6-3, 6-4      | Tableau |
| 9  | 14/02/1977 | Virginia Slims of Los Angeles Los Angeles         |                | 100 000 $ | Dur (int.)      | Rosie Casals Chris Evert             | Martina Navrátilová Betty Stöve    | 6-2, 6-4      | Tableau |
| 10 | 21/02/1977 | Virginia Slims of Detroit Détroit                 |                | 100 000 $ | Moquette (int.) | Martina Navrátilová Betty Stöve      | Janet Newberry Joanne Russell      | 6-3, 6-4      | Tableau |
| 11 | 28/02/1977 | Virginia Slims of San Francisco San Francisco     |                | 100 000 $ | Moquette (int.) | Kerry Reid Greer Stevens             | Sue Barker Ann Kiyomura            | 6-3, 6-1      | Tableau |
| 12 | 07/03/1977 | Virginia Slims of Dallas Dallas                   |                | 100 000 $ | Moquette (int.) | Martina Navrátilová Betty Stöve      | Kerry Reid Greer Stevens           | 6-2, 6-4      | Tableau |
| 13 | 14/03/1977 | Virginia Slims of Philadelphia Philadelphie       |                | 100 000 $ | Dur (int.)      | Françoise Dürr Virginia Wade         | Martina Navrátilová Betty Stöve    | 6-4, 4-6, 6-4 | Tableau |
| 14 | 20/03/1977 | McFarlin Cup San Antonio                          |                | 20 000 $  | Moquette (int.) | Karen Krantzcke Kym Ruddell          | Judy Connor Jane Preyer            | 6-3, 6-0      | Tableau |
| 15 | 28/03/1977 | Family Circle Cup Hilton Head                     |                | 110 000 $ | Terre (ext.)    | Rosie Casals Chris Evert             | Françoise Dürr Virginia Wade       | 6-4, 6-2      | Tableau |
| 16 | 04/04/1977 | Bridgestone Doubles Tokyo                         | Masters        | 100 000 $ | NC              | Martina Navrátilová Betty Stöve      | Françoise Dürr Virginia Wade       | 7-5, 6-3      | Tableau |
| 17 | 11/04/1977 | Lionel Cup of Port Washington Port Washington     |                | 20 000 $  | Moquette (int.) | Billie Jean King Renée Richards      | Patricia Bostrom Jane Stratton     | 6-3, 6-0      | Tableau |
| 18 | 09/05/1977 | German Open Championships Hambourg                | Colgate Series | 35 000 $  | Terre (ext.)    | Linky Boshoff Ilana Kloss            | Regina Maršíková Renáta Tomanová   | 2-6, 6-4, 7-5 | Tableau |
| 19 | 16/05/1977 | Italian Open Rome                                 |                | 35 000 $  | Terre (ext.)    | Brigitte Cuypers Marise Kruger       | Bunny Bruning Sharon Walsh         | 3-6, 7-5, 6-2 |         |
| 20 | 23/05/1977 | Roland-Garros Paris                               | G. Chelem      | 35 000 $  | Terre (ext.)    | Regina Maršíková Pam Teeguarden      | Rayni Fox Helen Cawley             | 5-7, 6-4, 6-2 | Tableau |
| 21 | 29/05/1977 | Kentish Times Championships Beckenham             |                | NC        | Gazon (ext.)    | Jane Stratton Mimi Wikstedt          | Bunny Bruning Sharon Walsh         | 6-3, 6-0      | Tableau |
| 22 | 06/06/1977 | Chichester International Chichester               |                | NC        | Gazon (ext.)    | NC                                   | NC                                 | Annulé        |         |
| 23 | 12/06/1977 | Scottish Championships Édimbourg                  |                | NC        | Gazon (ext.)    | Julie Anthony Betsy Nagelsen         | Carrie Meyer Renáta Tomanová       | 6-1, 3-6, 6-1 | Tableau |
| 24 | 20/06/1977 | The Championships Wimbledon                       | G. Chelem      | 200 000 $ | Gazon (ext.)    | Helen Cawley Joanne Russell          | Martina Navrátilová Betty Stöve    | 6-3, 6-3      | Tableau |
| 25 | 04/07/1977 | Swiss Open Championships Gstaad                   |                | NC        | Terre (ext.)    | Helen Cawley Rayni Fox               | Mary Carillo Lesley Hunt           | 6-0, 6-4      | Tableau |
| 26 | 04/07/1977 | Swedish Open Båstad                               |                | NC        | Terre (ext.)    | Cynthia Sieler Raquel Giscafré       | Helen Anliot Florenta Mihai        | 6-2, 7-5      |         |
| 27 | 11/07/1977 | Colgate Trophy Kitzbühel                          |                | NC        | Terre (ext.)    | Helen Cawley Rayni Fox               | Lesley Charles Jackie Fayter-Hough | 6-1, 6-4      |         |
| 28 | 08/08/1977 | US Clay Courts Indianapolis                       | Colgate Series | 35 000 $  | Terre (ext.)    | Linky Boshoff Ilana Kloss            | Mary Carillo Wendy Overton         | 5-7, 7-5, 6-3 | Tableau |
| 29 | 15/08/1977 | Rothmans Canadian Open Toronto                    | Colgate Series | 35 000 $  | Terre (ext.)    | Linky Boshoff Ilana Kloss            | Rosie Casals Evonne Goolagong      | 6-2, 6-3      | Tableau |
| 30 | 22/08/1977 | Ivey-Pepsi Tennis Classic Charlotte (NC)          | Colgate Series | 35 000 $  | Terre (ext.)    | Martina Navrátilová Betty Stöve      | Regina Maršíková Pam Teeguarden    | 6-4, 6-4      | Tableau |
| 31 | 29/08/1977 | US Open Forest Hills                              | G. Chelem      | 250 000 $ | Terre (ext.)    | Martina Navrátilová Betty Stöve      | Renée Richards Betty-Ann Stuart    | 6-1, 7-6      | Tableau |
| 32 | 26/09/1977 | Florida Federal Open Palm Harbor                  |                | 35 000 $  | Terre (ext.)    | Linky Boshoff Ilana Kloss            | Brigitte Cuypers Marise Kruger     | 6-7, 6-2, 6-2 | Tableau |
| 33 | 29/09/1977 | World Invitational Tennis Classic Hilton Head     |                | NC        | Terre (ext.)    | Evonne Goolagong Kerry Reid          | Dianne Fromholtz Virginia Wade     | 5-7, 6-1, 6-4 | Tableau |
| 34 | 03/10/1977 | Wyler’s Women’s Classic Atlanta                   |                | 75 000 $  | Moquette (int.) | Martina Navrátilová Betty Stöve      | Brigitte Cuypers Marise Kruger     | 6-4, 6-2      | Tableau |
| 35 | 10/10/1977 | Thunderbird Classic Phoenix                       |                | 75 000 $  | Dur (ext.)      | Billie Jean King Martina Navrátilová | Helen Cawley Joanne Russell        | 6-1, 7-5      | Tableau |
| 36 | 17/10/1977 | Colgate BraZil Open São Paulo                     |                | 75 000 $  | Terre (ext.)    | Kerry Reid Wendy Turnbull            | Martina Navrátilová Betty Stöve    | 6-3, 5-7, 6-2 | Tableau |
| 37 | 24/10/1977 | Borniquen Classic San Juan                        |                | 35 000 $  | Dur (ext.)      | Rosie Casals Billie Jean King        | Linky Boshoff Ilana Kloss          | 4-6, 6-2, 6-3 | Tableau |
| 38 | 01/11/1977 | Colgate Series Championships Palm Springs         | Colgate Series | 250 000 $ | Dur (ext.)      | Françoise Dürr Virginia Wade         | Helen Cawley Joanne Russell        | 6-1, 4-6, 6-4 | Tableau |
| 39 | 06/11/1977 | Australian Hard Court Championships Brighton East |                | NC        | Terre (ext.)    | NC                                   | NC                                 | NC            | Tableau |
| 40 | 14/11/1977 | Colgate Sydney Open Sydney                        | Colgate Series | 100 000 $ | Gazon (ext.)    | Kerry Reid Greer Stevens             | Evonne Goolagong Betty Stöve       | Pluie         | Tableau |
| 41 | 28/11/1977 | South African Open Johannesburg                   |                | 35 000 $  | Dur (ext.)      | Linky Boshoff Ilana Kloss            | Brigitte Cuypers Marise Kruger     | 5-7, 6-3, 6-3 | Tableau |
| 42 | 05/12/1977 | Bremar Cup Londres                                | Colgate Series | 35 000 $  | Moquette (int.) | Billie Jean King Renáta Tomanová     | Virginia Wade Betty Stöve          | 6-2, 6-3      | Tableau |
| 43 | 05/12/1977 | Queensland State Open Brisbane                    |                | NC        | Gazon (ext.)    | Helen Anliot Regina Maršíková        | Nerida Gregory Naoko Sato          | 6-3, 3-1, ab. | Tableau |
| 44 | 06/12/1977 | Toyota Classic Melbourne                          |                | 75 000 $  | Gazon (ext.)    | Evonne Goolagong Betty Stöve         | Patricia Bostrom Kym Ruddell       | 6-3, 6-0      | Tableau |
| 45 | 12/12/1977 | Marlboro New South Wales Open Sydney              | Colgate Series | 35 000 $  | Gazon (ext.)    | Helen Cawley Evonne Goolagong        | Mona Guerrant Kerry Reid           | 6-0, 6-0      | Tableau |
| 46 | 19/12/1977 | Australian Open Melbourne                         | G. Chelem      | 50 000 $  | Gazon (ext.)    | Evonne Goolagong Helen Cawley        | Mona Guerrant Kerry Reid           | NC            | Tableau |

### Double mixte
| No | Date       | Nom et lieu du tournoi                        | Catégorie | Dotation  | Surface         | Vainqueures                     | Finalistes                        | Score         |         |
| -- | ---------- | --------------------------------------------- | --------- | --------- | --------------- | ------------------------------- | --------------------------------- | ------------- | ------- |
| 1  | 23/05/1977 | Roland-Garros Paris                           | G. Chelem | 35 000 $  | Terre (ext.)    | Mary Carillo John McEnroe       | Florenta Mihai Iván Molina        | 7-6, 6-3      | Tableau |
| 2  | 29/05/1977 | Kentish Times Championships Beckenham         |           | NC        | Gazon (ext.)    | Nina Bohm Jan Norbäck           | Margareta Forsgardh Ulf Eriksson  | 7-5, 6-2      | Tableau |
| 3  | 20/06/1977 | The Championships Wimbledon                   | G. Chelem | 200 000 $ | Gazon (ext.)    | Greer Stevens Bob Hewitt        | Betty Stöve Frew McMillan         | 3-6, 7-5, 6-4 | Tableau |
| 4  | 29/08/1977 | US Open Forest Hills                          | G. Chelem | 250 000 $ | Terre (ext.)    | Betty Stöve Frew McMillan       | Billie Jean King Vitas Gerulaitis | 6-2, 3-6, 6-3 | Tableau |
| 5  | 29/09/1977 | World Invitational Tennis Classic Hilton Head |           | NC        | Terre (ext.)    | Virginia Wade Vitas Gerulaitis  | Kerry Reid Roscoe Tanner          | 6-7, 6-3, 7-6 | Tableau |
| 6  | 22/11/1977 | Gunze Classic Invitational Tokyo & Kobe       |           | 125 000 $ | Moquette (int.) | Billie Jean King Manuel Orantes | Kristien Shaw Cliff Drysdale      | 6-4, 6-4      | Tableau |

## Classements de fin de saison
| Rang | Joueuse             |
| ---- | ------------------- |
| 1    | Chris Evert         |
| 2    | Billie Jean King    |
| 3    | Martina Navrátilová |
| 4    | Virginia Wade       |
| 5    | Sue Barker          |
| 6    | Rosie Casals        |
| 7    | Betty Stöve         |
| 8    | Dianne Balestrat    |
| 9    | Wendy Turnbull      |
| 10   | Kerry Reid          |

## Coupe de la Fédération
| Date     | Lieu                        | Surf.        | Vainqueur                                 | Finaliste                                  | Score |         |
| 13/06/77 | Eastbourne, Devonshire Park | Herbe (ext.) | Chris Evert Rosie Casals Billie Jean King | Wendy Turnbull Dianne Fromholtz Kerry Reid | 2-1   | Tableau |

## Wightman Cup
Épreuve conjointement organisée par l'United States Tennis Association et la Lawn Tennis Association.
| Date | Lieu                | Vainqueur                                                | Perdant                                                           | Score |
|      | Oakland, Californie | Chris Evert Billie Jean King Rosie Casals Joanne Russell | Virginia Wade Sue Barker Sue Mappin Lesley Charles Michelle Tyler | 7-0   |

## Sources
- (en) WTA Tour : site officiel
- (en) [PDF] WTA Tour : palmarès complet 1971-2011